# Voujeaucourt
Voujeaucourt ist eine französische Gemeinde mit 3.152 Einwohnern (Stand: 1. Januar 2022) im Département Doubs in der Region Bourgogne-Franche-Comté.

## Geographie
Voujeaucourt liegt auf 310 m, etwa vier Kilometer südwestlich der Stadt Montbéliard (Luftlinie). Das Dorf erstreckt sich am linken, (südlichen) Ufer des Doubs gegenüber dem Fort du Mont Bart, im Südwesten des Beckens von Montbéliard, am Nordrand der äußersten Höhenzüge des Juras.
Die Fläche des 9,45 km² großen Gemeindegebiets umfasst einen Abschnitt des Doubstals. Die nördliche Grenze verläuft meist entlang dem Doubs, der hier mit mehreren Windungen in einer ungefähr ein Kilometer breiten flachen Talniederung nach Westen fließt und von der Wasserstraße des Rhein-Rhône-Kanals begleitet wird. Im Bereich der Mündung des Allan gehört auch ein kleines Gebiet nördlich des Doubs zu Voujeaucourt. Vom Flusslauf erstreckt sich das Gemeindeareal südwärts über die Talaue und den sanft ansteigenden Hang von Voujeaucourt bis auf die angrenzenden Höhen, die von einem weit nach Nordosten ausgreifenden Doubsbogen umflossen werden. Diese Höhen sind überwiegend waldbedeckt: Bois de Voujeaucourt (bis 390 m), Bois de Bambe (410 m) und Bois de Mathay, in dem mit 416 m die höchste Erhebung von Voujeaucourt erreicht wird. Sie werden durch verschiedene Talmulden untergliedert, die jedoch im Allgemeinen kein oberirdisches Fließgewässer zeigen.
Zu Voujeaucourt gehören neben dem eigentlichen Ort auch verschiedene Siedlungen, nämlich:
- Les Combes (320 m) am südlichen Ortsrand am Eingang in das Talsystem von Les Combes
- Belchamp (310 m) im Doubstal am Nordfuß des Bois de Voujeaucourt

Nachbargemeinden von Voujeaucourt sind Bart, Courcelles-lès-Montbéliard und Arbouans im Norden, Audincourt und Valentigney im Osten, Mathay im Süden sowie Berche und Bavans im Westen.

## Geschichte
Voujeaucourt wird im 12. Jahrhundert unter dem Namen Vyiascort erstmals urkundlich erwähnt. Zu dieser Zeit überließen die Grafen von Württemberg-Mömpelgard (Montbéliard) einen Teil des Gebietes südlich des Doubs zur Errichtung des Klosters Belchamp, von dem heute keine Spuren mehr übrig sind. Im Mittelalter gehörte der eine Teil des Dorfes den Herren von Neuchâtel, während der andere Teil unter der Oberhoheit der Grafen von Montbéliard stand. Diese führten in ihrem Gebiet die Reformation ein, weshalb das Dorf zwei Kirchen besitzt. Seit 1467 hatte Voujeaucourt eine wichtige Bedeutung dank seiner Brücke über den Doubs. Im Jahr 1613 nahm die erste Papiermühle ihren Betrieb auf. Die lutherische Kirche (Vorgänger des heutigen Baus) wurde 1660 renoviert.
Mit dem Frieden von Nimwegen gelangte der zu Neuchâtel gehörende Teil 1678 an Frankreich. Dies führte zur Spaltung der Gemeinde, da der andere Teil bei der Grafschaft Montbéliard verblieb. Erst mit der Eingliederung dieser Grafschaft in die Französische Republik wurde auch Voujeaucourt 1793 wieder vereinigt.
Das 19. Jahrhundert war geprägt durch die Verbesserung der Verkehrsanbindungen und durch einen wirtschaftlichen Aufschwung. Von 1824 bis 1828 wurde der Rhein-Rhone-Kanal erbaut. An das französische Eisenbahnnetz wurde Voujeaucourt 1858 mit der Eröffnung der Linie von Besançon nach Montbéliard angeschlossen; und 1886 erfolgte die Einweihung der Seitenlinie von Montbéliard nach Saint-Hippolyte. Heute ist Voujeaucourt Teil des Gemeindeverbandes Pays de Montbéliard Agglomération.

## Bevölkerung
| Jahr                       | 1962 | 1968 | 1975 | 1982 | 1990 | 1999 | 2006 | 2012 | 2020 |
| Einwohner                  | 2765 | 2907 | 2959 | 2775 | 3176 | 3195 | 3370 | 3418 | 3105 |
| Quellen: Cassini und INSEE |      |      |      |      |      |      |      |      |      |

Mit 3152 Einwohnern (Stand 1. Januar 2022) gehört Voujeaucourt zu den mittelgroßen Gemeinden des Départements Doubs. Während des gesamten 20. Jahrhunderts nahm die Bevölkerung insgesamt deutlich zu (1901 wurden 1548 Personen gezählt), wobei auch einige Schwankungen verzeichnet wurden. Ende der 1970er Jahre gab es einen Rückgang um 6 %, der jedoch seit den 1980er Jahren durch eine klare Bevölkerungszunahme mehr als kompensiert wurde. Heute ist das Siedlungsgebiet von Voujeaucourt mit denjenigen von Bart, Bavans und Berche zusammengewachsen.

## Sehenswürdigkeiten
Die heutige lutherische Kirche (Église luthérienne) mit ihrem ovalen Grundriss wurde ab 1832 nach Plänen Frédéric Morel-Maclers erbaut und im Jahre 1833 eingeweiht.
Von 1867 stammt die katholische Kirche Saint-Michel, zu deren Ausstattung eine hölzerne Christusstatue aus dem ehemaligen Kloster Belchamp und ein Gemälde der Pilger von Emmaus von Pierre Jouffroy gehören.

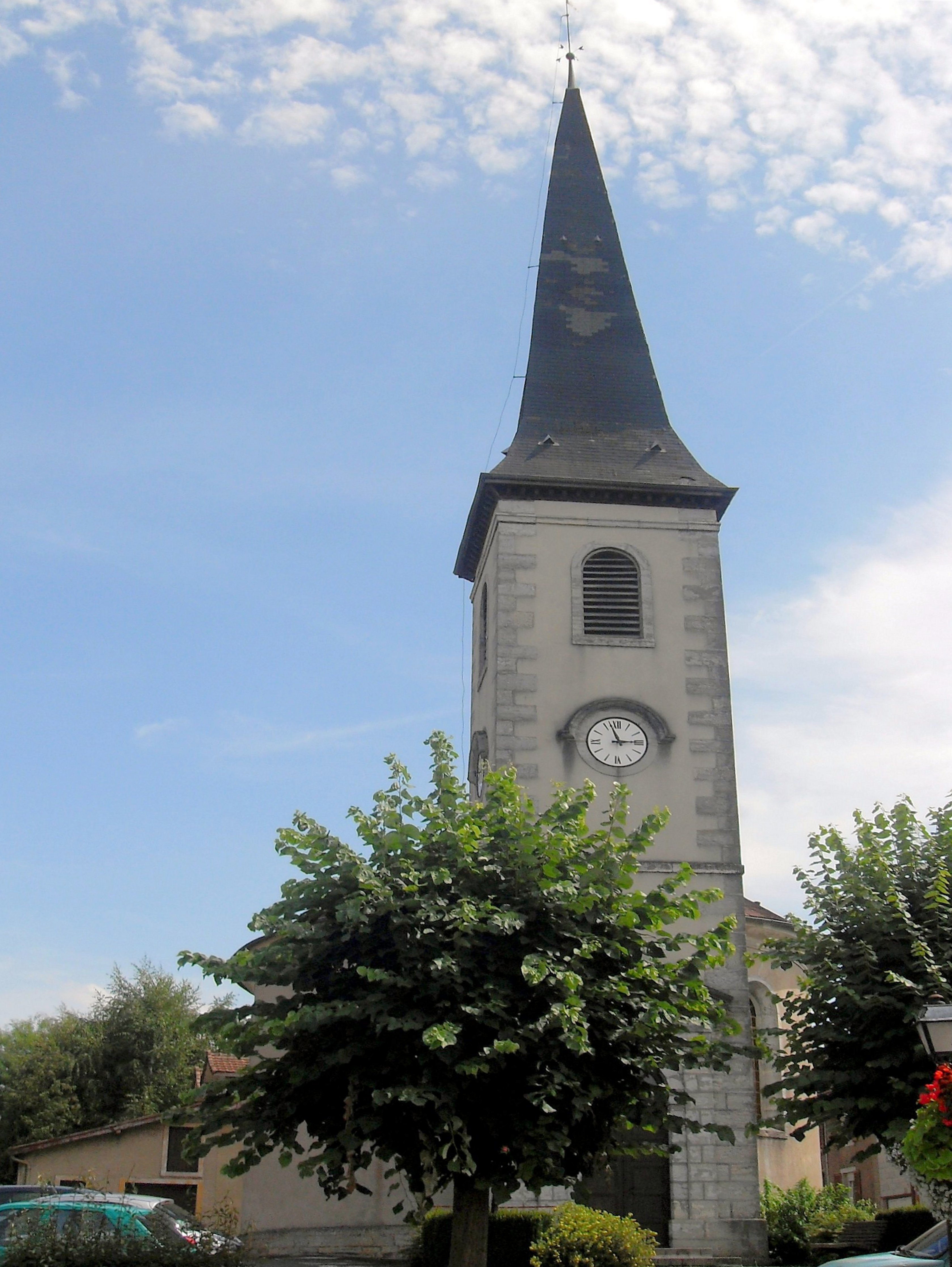
Lutherische Kirche
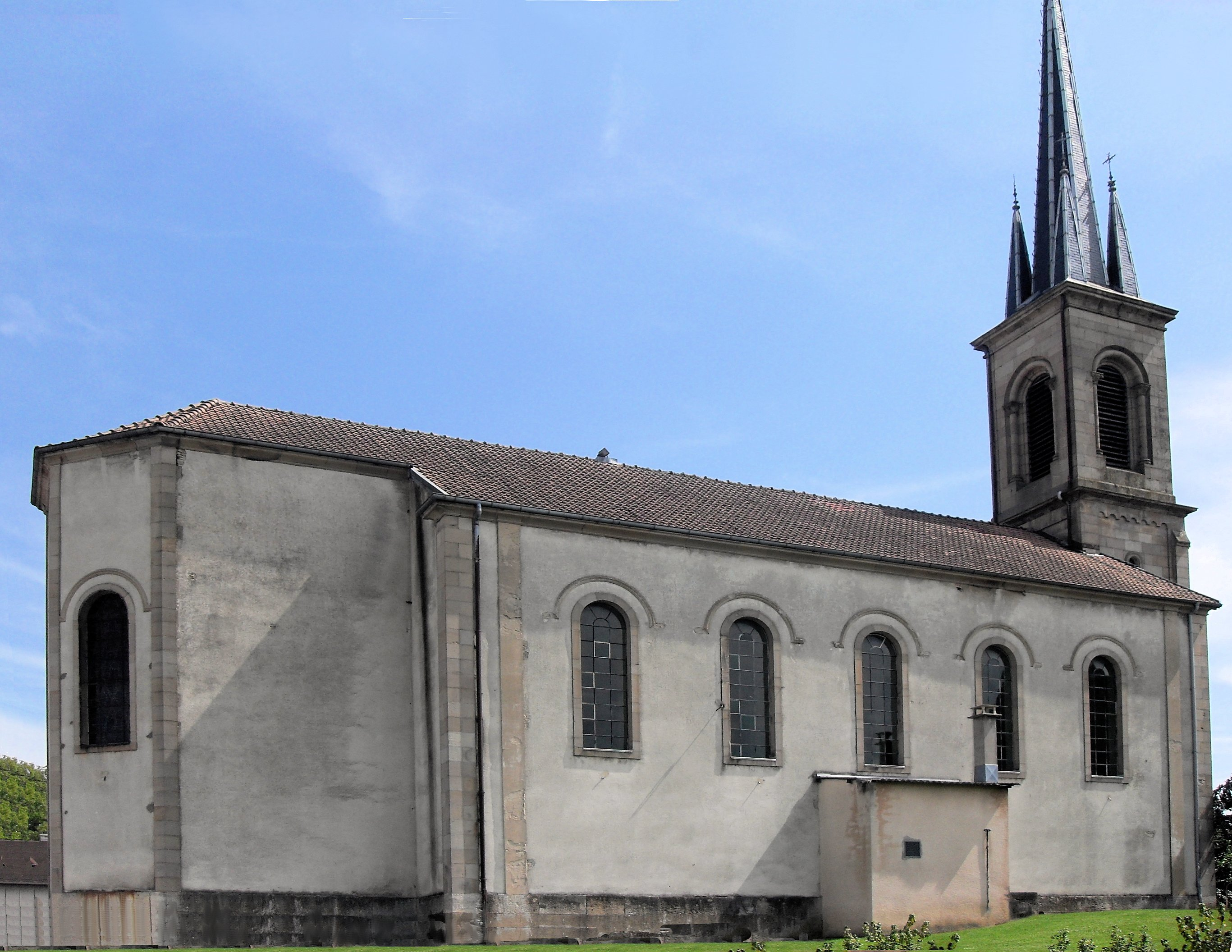
Katholische Kirche Saint-Michel

## Wirtschaft und Infrastruktur
Voujeaucourt war bis zu Beginn des 20. Jahrhunderts ein vorwiegend durch die Landwirtschaft (Ackerbau, Obstbau und Viehzucht) und die Forstwirtschaft geprägtes Dorf. Seit den 1970er Jahren wurden im Doubstal und in der Nähe der beiden Autobahnanschlüsse mehrere Industrie- und Gewerbezonen geschaffen. Hier ließen sich Unternehmen der Branchen Kunststoffindustrie, Transportgewerbe, Tiefbau, Feinmechanik und Telekommunikation nieder. Zusammen mit der Gemeinde Valentigney teilt sich Voujeaucourt im Bois de Voujeaucourt das Versuchszentrum und die Teststrecke für die Peugeot-Gruppe. Weitere Arbeitsplätze bieten Logistik- und Handelsfirmen sowie zahlreiche Geschäfte des Einzelhandels und ein Supermarkt. Mittlerweile hat sich das Dorf auch zu einer Wohngemeinde gewandelt. Viele Erwerbstätige sind deshalb Wegpendler, die in der Agglomeration Montbéliard ihrer Arbeit nachgehen. Mit Arcopolis verfügt Voujeaucourt über ein Sportzentrum, in dem auch Messen, Ausstellungen und Konzerte durchgeführt werden.
Die Ortschaft ist verkehrstechnisch sehr gut erschlossen. Sie liegt am Knotenpunkt der Hauptstraßen, die von Montbéliard via Pont-de-Roide-Vermondans nach Morteau und von Audincourt nach L’Isle-sur-le-Doubs führen. Der nächste Anschluss an die Autobahn A36, welche das Gemeindegebiet durchquert, befindet sich in einer Entfernung von ungefähr drei Kilometern. Weitere Straßenverbindungen bestehen mit Bart und Écot. Voujeaucourt besitzt einen Bahnhof an der Eisenbahnstrecke Dole–Besançon–Montbéliard–Belfort.

## Partnerschaften
- Boudry in der Schweiz
- Mory in Mali